# Calicnemia doonensis
Calicnemia doonensis е вид водно конче от семейство Platycnemididae. Видът не е застрашен от изчезване.

## Разпространение
Разпространен е в Индия (Утаракханд) и Непал.